# Phyllactis
Phyllactis is een geslacht van zeeanemonen uit de familie van de Actiniidae.

## Soorten
- Phyllactis cichoracea Milne-Edwards in Haeckel, 1876
- Phyllactis conquilega (Duchassaing & Michelotti, 1860)
- Phyllactis formosa (Duchassaing, 1850)
- Phyllactis praetexta (Couthouy in Dana, 1846)

Niet geaccepteerde namen:
- Phyllactis bradleyi, dezelfde soort als Actinostella bradleyi
- Phyllactis correae, dezelfde soort als Actinostella correae
- Phyllactis digitata, dezelfde soort als Actinostella digitata
- Phyllactis excelsa, dezelfde soort als Actinostella excelsa
- Phyllactis flosculifera, dezelfde soort als Actinostella flosculifera
- Phyllactis ornata, dezelfde soort als Actinostella ornata
- Phyllactis radiata, dezelfde soort als Actinostella radiata
- Phyllactis striata, dezelfde soort als Actinostella striata